# Nemška okupacija Evrope
Nemška okupacija Evrope se nanaša na suverene države v Evropi, ki so bile v drugi svetovni vojni v celoti ali delno zasedene s strani vojaških sil in vlade nacistične Nemčije.
Izven Evrope so nemške sile med letoma 1940 in 1944 pod učinkovitim nadzorom, vsaj delno, okupirale Egipt, Libijo in Tunizijo v Severni Afriki. 

## Evropske države, ki jih je okupirala Nacistična Nemčija
- Poljska (oktober 1939 — januar 1945)

- Danska (april 1940 — maj 1945)

- Norveška (junij 1940 — maj 1945)

- Nizozemska (maj 1940 — april 1945)

- Belgija (maj 1940 — februar 1945)

- Luksemburg (maj 1940 — december 1944)

- Francija (junij 1940 — september 1944)

- Kraljevina Jugoslavija (april 1941 — maj 1945)

- Grčija (maj 1941 — november 1944)

- Vichyjska Francija (od invazije novembra 1942, čeprav je Vichyjska Francija še naprej izvajala svojo politiko, do francoske osvoboditve septembra 1944)

- Albanija (od Italijanske kapitulacije septembra 1943 do osvobodite novembra 1944)

- Kraljevina Italija (od leta 1943 po Italijanski kapitulaciji do osvoboditve maja 1945)

## Osvoboditev okupirane Evrope
Zavezniki so Evropo začeli osvobajati 6. junija 1944, ko so se na obali Normandije izkrcale zavezniške čete in njihovi poveljniki. Prva evropska država, ki je bila osvobojena od nemške okupacije, je bila Francija, katero so zavezniki osvobodili septembra 1944. Tej je sledila Grčija novembra 1944, Luksemburg decembra 1944, Poljska januarja 1945, Belgija februarja 1945, Nizozemska aprila 1945 ter Danska, Norveška in Kraljevina Jugoslavija maja 1945. Osvoboditev Evrope je bila v celoti končana 8. maja 1945, po kapitulaciji Nemčije.